# Psaume 126 (125)
Le psaume 126, appelé en hébreu Shir Hama'alot (שיר המעלות) et en latin In convertendo, est un psaume utilisé communément dans les différentes liturgies juive et chrétiennes. Il fait partie de la catégorie des chants des montées.

## Texte
N.B. S’il y a conflit de numérotation des versets entre l’hébreu et le latin, c’est l’original hébreu qui prévaut et la traduction française le suit. Par contre, le latin ne se plie pas à la numérotation affichée. Les numéros de versets s'appliquent au texte latin, mais la traduction est décalée par endroits. 
| verset | original hébreu                                                             | traduction française de Louis Segond | Vulgate latine |
| ------ | --------------------------------------------------------------------------- | --- | --- |
| 1      | שִׁיר, הַמַּעֲלוֹת:בְּשׁוּב יְהוָה, אֶת-שִׁיבַת צִיּוֹן-- הָיִינוּ, כְּחֹלְמִים                         | [Cantique des degrés.] Quand l’Éternel ramena les captifs de Sion, nous étions comme ceux qui font un rêve.                                                | [Canticum graduum] In convertendo Dominus captivitatem Sion facti sumus sicut consolati                                       |
| 2      | אָז יִמָּלֵא שְׂחוֹק, פִּינוּ-- וּלְשׁוֹנֵנוּ רִנָּה:אָז, יֹאמְרוּ בַגּוֹיִם-- הִגְדִּיל יְהוָה, לַעֲשׂוֹת עִם-אֵלֶּה | Alors notre bouche était remplie de cris de joie, et notre langue de chants d’allégresse ;                                                                 | Tunc repletum est gaudio os nostrum et lingua nostra exultatione tunc dicent inter gentes magnificavit Dominus facere cum eis |
| 3      | הִגְדִּיל יְהוָה, לַעֲשׂוֹת עִמָּנוּ-- הָיִינוּ שְׂמֵחִים                                        | Alors on disait parmi les nations : L’Éternel a fait pour eux de grandes choses ! L’Éternel a fait pour nous de grandes choses ; nous sommes dans la joie. | Magnificavit Dominus facere nobiscum facti sumus laetantes                                                                    |
| 4      | שׁוּבָה יְהוָה, אֶת-שבותנו (שְׁבִיתֵנוּ)-- כַּאֲפִיקִים בַּנֶּגֶב                                | Éternel, ramène nos captifs, comme des ruisseaux dans le midi !                                                                                            | Converte Domine captivitatem nostram sicut torrens in austro                                                                  |
| 5      | הַזֹּרְעִים בְּדִמְעָה-- בְּרִנָּה יִקְצֹרוּ                                                   | Ceux qui sèment avec larmes moissonneront avec chants d’allégresse.                                                                                        | Qui seminant in lacrimis in exultatione metent                                                                                |
| 6      | הָלוֹךְ יֵלֵךְ, וּבָכֹה-- נֹשֵׂא מֶשֶׁךְ-הַזָּרַע:בֹּא-יָבֹא בְרִנָּה-- נֹשֵׂא, אֲלֻמֹּתָיו                     | Celui qui marche en pleurant, quand il porte la semence, revient avec allégresse, quand il porte ses gerbes.                                               | Euntes ibant et flebant portantes semina sua venientes autem venient in exultatione portantes manipulos suos                  |

## Thème du psaume

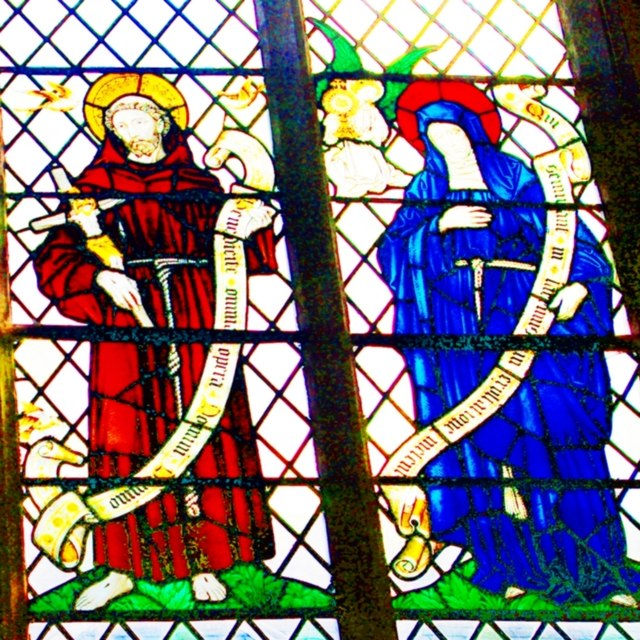
Saint François et sainte Monique sur un vitrail de Little St Mary's Church, Cambridge, Angleterre. Le phylactère de Monique contient le verset 5 du psaume 126 en latin, car Monique à longtemps prié pour la conversion au christianisme de son fils Augustin.

Ce psaume est un chant de joie et d'action de grâce envers Dieu. L'action de grâce est manifestée par « Yahweh a fait pour nous de grandes choses ». Elle est cependant masquée par la joie étourdissante du psalmiste de retourner à Sion.

## Usages liturgiques

### Dans le judaïsme
Le psaume 126 est chanté sur un air joyeux avant les grâces du Shabbat et des fêtes juives, ainsi que lorsque le Tahanoun n'est pas récité. Il est appelé "Shir Hama’alot" comme les quinze psaumes qui portent le même intitulé en référence aux quinze marches qui séparaient dans le temple de Jerusalem l'espace public de l'espace réservé au culte.(Talmud)

### Dans le christianisme

#### Chez les catholiques
Selon la règle de saint Benoît fixée vers 530, ce psaume était attribué à l'office de none de la semaine, c'est-à-dire dès le mardi jusqu'au samedi, et suivi des psaume 127 (126) et psaume 128 (127).
Actuellement, dans la liturgie des Heures, le psaume 126 est récité ou chanté aux vêpres du mercredi de la troisième semaine, de même que le psaume suivant. Dans la liturgie de la messe, il est lu le 30e dimanche du temps ordinaire de l’année B, le second dimanche de l’avent de l’année C et le 5e dimanche de carême de la même année.

#### Chez les protestants
Dans le lectionnaire de 2018 en usage dans la plupart des églises protestantes de l'EKD en Allemagne (partagée en Alsace et en Moselle par l'UEPAL), le psaume 126 est récité lors du dernier dimanche de l'année liturgique (celui qui précède directement l'Avent), consacré à la cité éternelle.
Ce psaume est souvent récité par les chrétiens protestants à caractère pentecôtiste dans les moments de jeûne de délivrance pour attirer la bénédiction de Yahveh.

## Mise en musique
Marc-Antoine Charpentier compose à la fin des années 1670 un "In convertendo Dominus", H.169 pour solistes, double chœur, cordes, et basse continue. Sébastien de Brossard, Michel-Richard de Lalande, Jean-Philippe Rameau, Johann Hermann Schein et Lorenzo Perosi ont fait également un motet à partir du psaume 126. Il a aussi été mis en musique en latin par Jules Van Nuffel : "In convertendo Dominus".
Les versets 5 et 6 du psaume ont été utilisés par Brahms dans le premier mouvement d'Un requiem allemand.  Le verset 6 a été utilisé  par Henryk Mikołaj Górecki (né le 6 décembre 1933 ; mort le 12 novembre 2010) dans son œuvre Euntes Ibant Et Flebant Op.32 pour chœur mixte a cappella (1972-1973), avec le verset 6 du Psaume 95 (94).  
Antonio Vivaldi met en musique Nisi Dominus.